# Шульц, Алексей Михайлович
Алексей Михайлович Шульц (род. 25 августа 1953, Ленинград) — советский и российский график, живописец, иллюстратор, генеалог, архивист. Сын академика М. М. Шульца.
Состоял в Союзе художников России (с 1999), в Принт Клубе (с 1993 года). Участник ленинградских и санкт-петербургских городских выставок, — регулярных зарубежных (Япония, Испания, США). Его работы находятся в частных и общественных российских и зарубежных собраниях.

## Биография
Родился в Ленинграде на Васильевском острове.
Его отец, Михаил Михайлович Шульц — ученый-химик, физикохимик, художник. Действительный член АН СССР (1979, с 1991 — РАН), Герой Социалистического Труда (1991), лауреат двух Государственных премий СССР.
В то время семья жила в коммунальной квартире в Соловьёвском переулке. С 1954 года они жили по новому адресу, также в коммуналке, но уже в двух комнатах трёхкомнатной — во дворе университета.

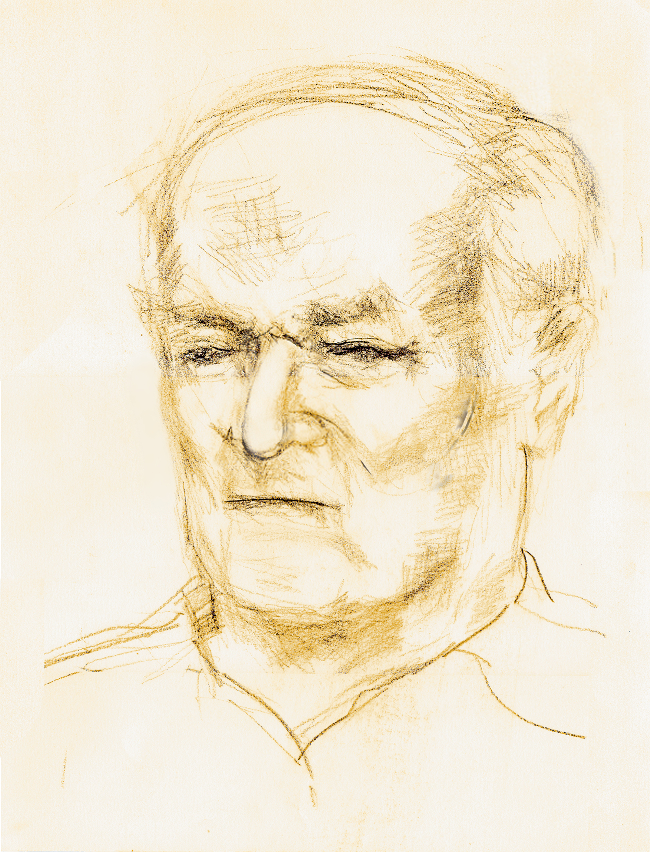
Отец. Сепия. 290 X 400 мм 2004.

Искусство вошло в его жизнь очень рано. Во-первых, — отец регулярно рисовал — акварелью, цветными и простыми графитными карандашами, писал маслом. Во-вторых, до Эрмитажа было рукой подать. В-третьих, в доме его отца часто бывали художники. Его двоюродный «полу-дядюшка» (единокровный брат отца) скульптор Гавриил Шульц, племянник последнего, тоже скульптор, Олег Скрыпко, с которым приходили его друзья — Валерий Траугот, Виктор Антонов, Фёдор Беренштам и другие.
Определённое влияние на его внутренний мир и на взгляды оказали и учёные, с которыми приходилось общаться очень много.

## Учёба. Работа

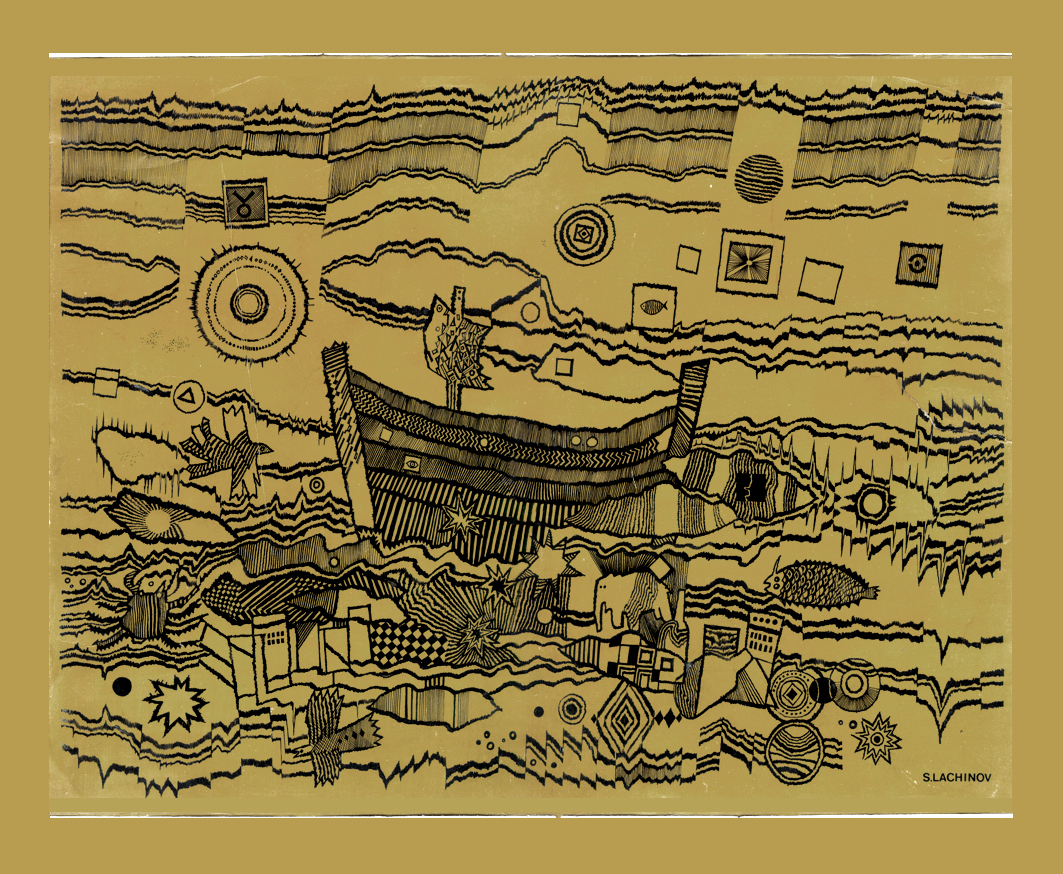
DRINK_ARC. Тушь-перо. 290 X 400 мм. 1969—1972

После Таврической художественной школы, куда поступил поздно (13-ти лет), начал готовиться к поступлению в Мухинское училище. Подготовку вёл Виталий Кубасов, от которого юноша ожидал соответствия тому, что декларировал своим творчеством преподаватель (раскрепощения!). После окончания этих штудий, Алексей принёс к нему несколько своих графических работ (в основном — тушь-перо), сделанных под влиянием Валентина Серафимовича (имеется в виду исключительно техника), с кем общался задолго до того — ещё учась в школе. В. Кубасов был до некоторой степени обескуражен: он учил тому, что Алексеем уже было пройдено, а Валентин — культуре линии и пятна, остроумной, выразительной композиции.
В то же время, когда Алексей имел творческие контакты с Валентином Серафимовичем, он занимался живописью под руководством Генриха Васильева, который своими уроками способствовал более глубокому пониманию индивидуальной позиции художника. Генриха не стало летом 1970 года.

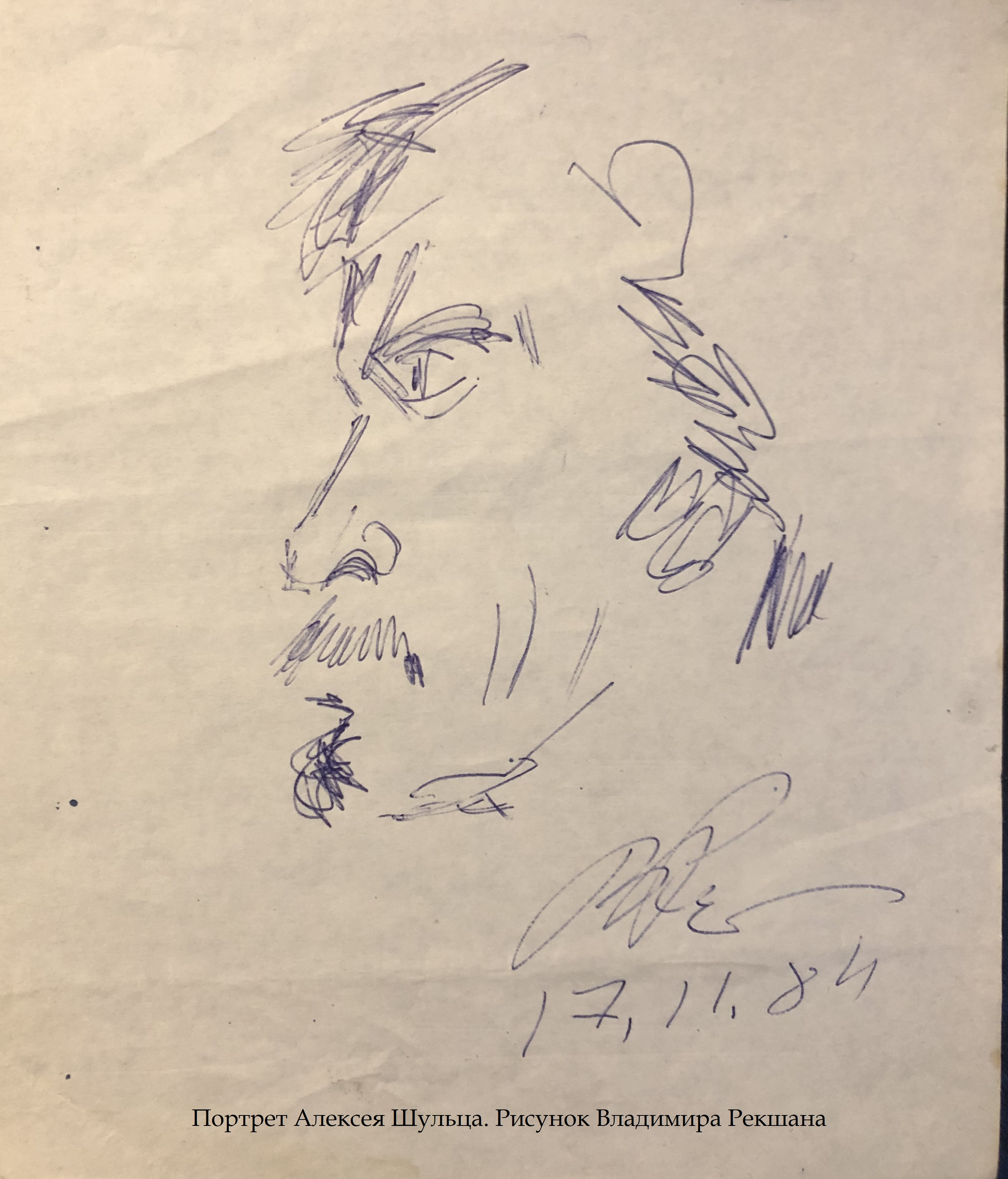
Владимир Рекшан. Портрет Алексея Шульца. ball pen. 1984

Учился в Штиглице. Желал заниматься независимым творчеством, к которому уже ощущал себя готовым … «Семейные обстоятельства» вынуждали трудоустроиться. Первым местом работы (осенью 1970 года) стал Музей-архив Д. И. Менделеева, где функции А. Шульца состояли в основном в исполнении шрифтовых работ при обновлении или частичной замене отдельных элементов экспозиции. Работа для Алексея сводилась к решению ограниченных узко ремесленных задач. Вскоре из музея пришлось уйти. Вплоть до осени 1973 года он работал в нескольких учреждениях, где его деятельность сводилась приблизительно к тому же.

## Музей-архив Д. И. Менделеева
К осени 1973 года директором Музея-архив Д. И. Менделеева стал доктор химических наук, профессор Р. Б. Добротин. После беседы с А. Шульцем, Роман Борисович Добротин, нашёл возможным принять его на работу, помог включиться в творческий процесс. Совместно с Алексеем Шульцем была разработана программа создания сменных фондов музея. Это сотрудничество было полезным и для учреждения, поскольку внесло динамику в обновление экспозиции (несмотря на отсутствие мастерской, хороших материалов и инструментов), а «главный художник», помимо практики, свободной возможности экспериментировать, имел время и для освоения техник, — работы над воплощением своих замыслов, реализации собственных проектов и циклов. Алексей Шульц был сотрудником музея немногим меньше 35 лет (за вычетом тех случаев, когда он временно переходил в другие организации).

## Графика. Иллюстрации

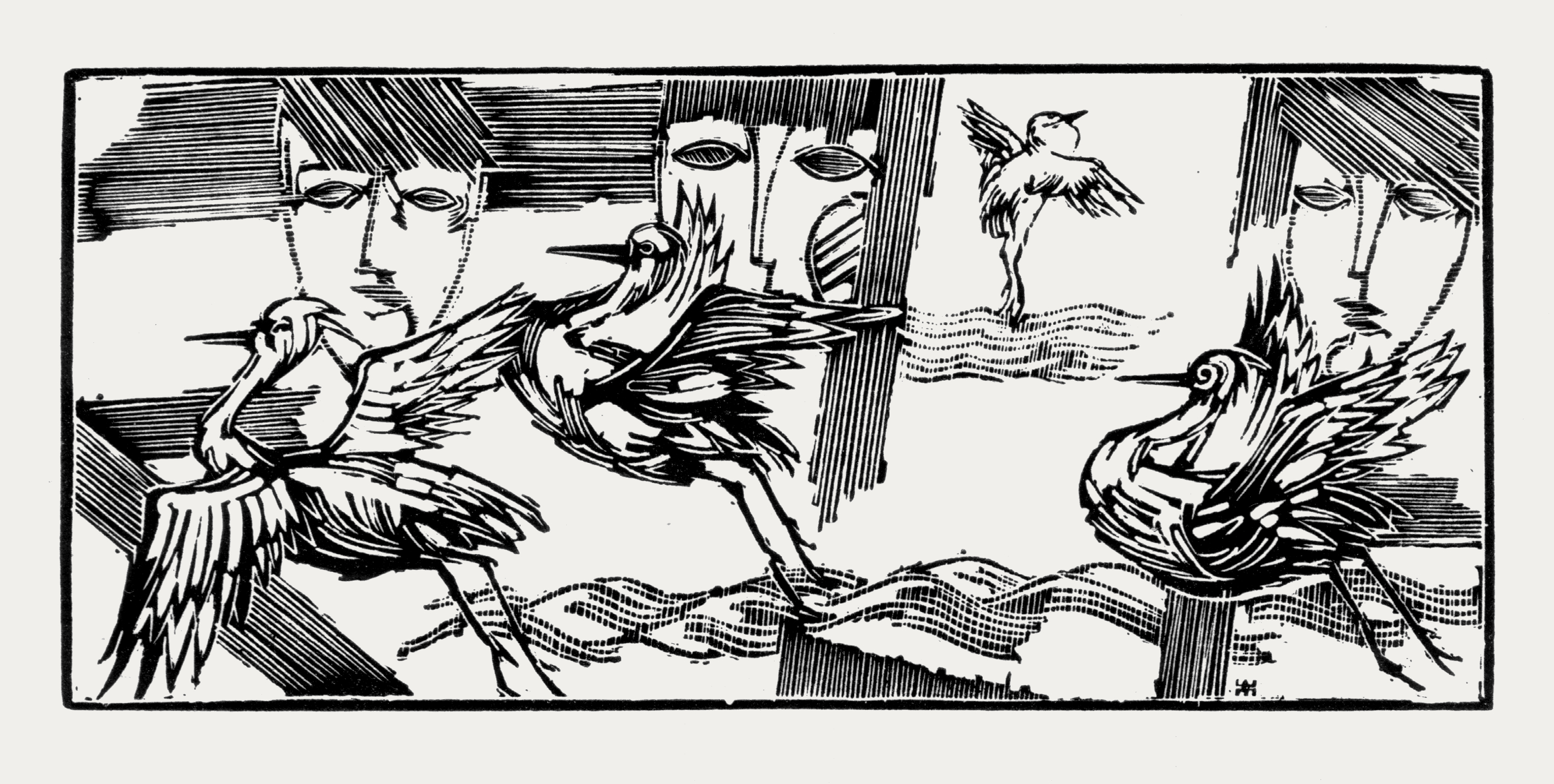
Morihite. «M.Koide. Op.7». Гравюра. 1989.

### Поэзия и переводы Мари Коидэ (Мари Хаякава)[28]
В конце 1980-х творчеством Алексея Шульца заинтересовалась японская поэтесса и переводчица Мари Коидэ. Завязалась насыщенная переписка, длившаяся без малого 20-ти лет. Взаимная симпатия сказывалась на возможности более откровенного эпистолярного диалога, который перерос в бескорыстную заинтересованность друг в друге, что нашло отражение в сложившемся совместном творческом процессе.
Мари Коидэ неоднократно бывала в России, очень внимательно изучала все стороны её, ставшей второй — имманентной родиной поэтессы, жизни. Эта проникновенность год за годом концентрировалась в её поэтическом опыте. Это влечение вылилось очередной поэтический сборник Мари Коидэ — «Ностальгия по чужой родине…» *(Токио, 1989).

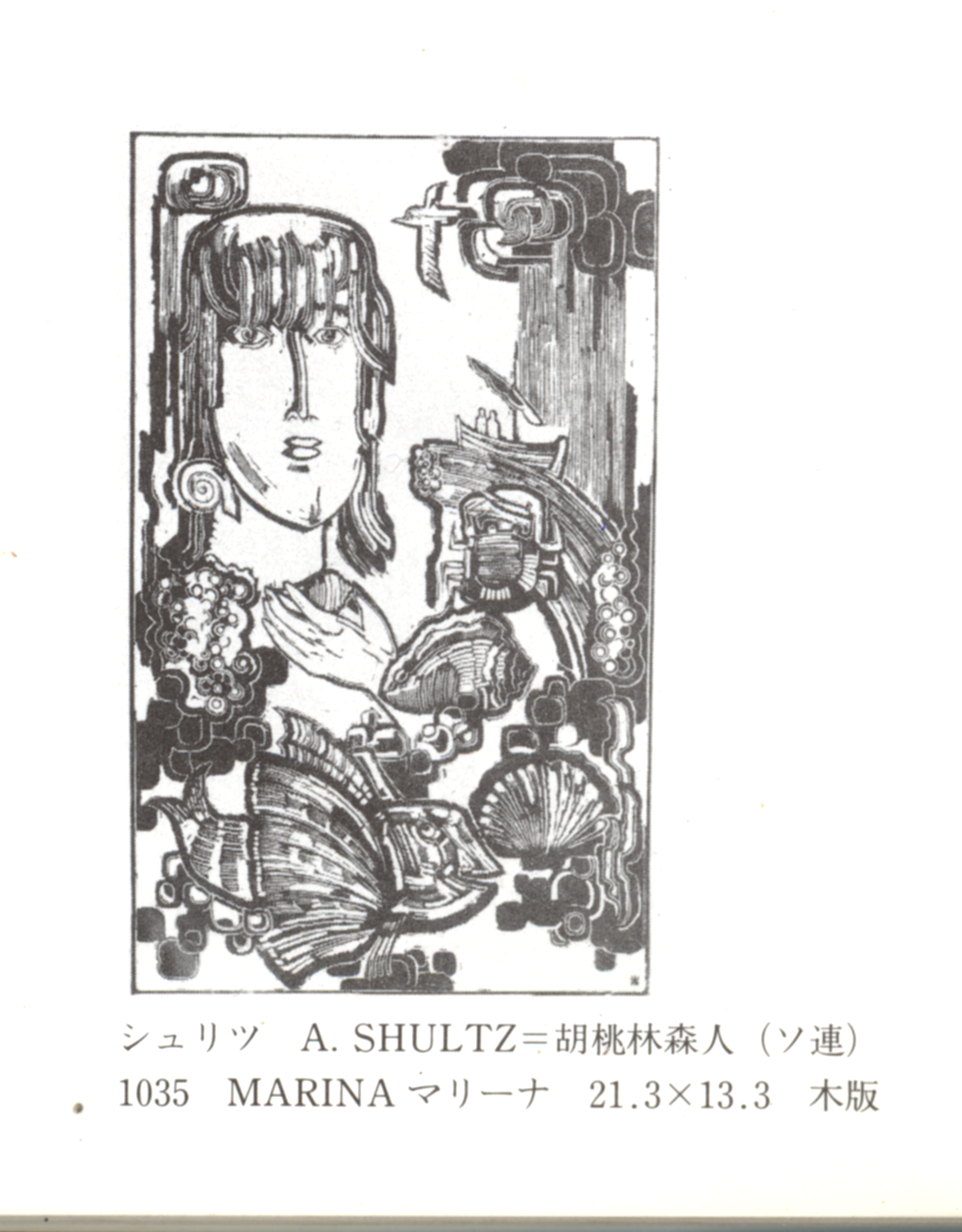
А. Шульц. Марина. Ксилография. IIE 15’Kanagawa’89

С просьбой проиллюстрировать книгу Мари Коидэ обращается к А. Шульцу. Начиная работу, художник ещё не имел должного представления о её творчестве, но он руководствовался уже сложившимся образом автора, хорошо знал о среде, в которой проходила её жизнь. Общался с людьми, которые с ней были знакомы. Гравюра была нарезана до получения письма от Мари, «каково же было удивление поэтессы, когда очередной вариант иллюстрации оказался созвучным ключевому стихотворению сборника»:

Ах, друзья мои,

Не провожайте меня,

Не сажайте в такси,

Уносящееся в аэропорт…

…

Есть легенда:

Бог вновь изображает души…

Фигурами белых птиц,

Распускает их порознь в небе,

…

Мари Коидэ. «Ностальгия по чужой родине…» — Оп. 7. 1989.

Мари Хаякава на протяжении тридцати лет работала над переводами стихов О. Мандельштама. Труд этот запечатлён в двух его поэтических сборниках, изданных на японском: «Камень. О собеседнике» (Токио, 1998) и «Tristia» (Токио, 2003). В те годы Алексей Шульц и его жена Марина, коллега Мари (также состоявшая с ней в переписке), обращались к филологам, литературоведам, — всем кто мог способствовать изданию её стихов, но встречали скепсис даже в отношении её переводов (Мари Хаякава перевела на японский роман И. В. Головкиной «Побеждённые»); Был получен подстрочник раннего сборника поэтессы, опубликованы в периодике статьи о ней. Как бы то ни было, в конце-концов скрупулёзный лингво-культурологический и семантико-стилистический, лексикографический сравнительный анализ, проведённый исследователем Евгенией Дудиной, выявляет высокий уровень и достоинства переводов Мари Хаякава.

## Родословие
Став постоянным сотрудником музея, А. М. Шульц начал последовательно заниматься генеалогией и рядом смежных прикладных дисциплин. Предпосылкой того стал хорошо ему известный факт о сотрудничестве Павла и Дмитрия Лачиновых с Д. И. Менделеевым. Поскольку Алексей уже был отчасти знаком с деятельностью и научным наследием братьев Лачиновых, а обстоятельства благоприятствовали расширению и уточнению имеющихся сведений, такие исследования являлись небесполезными не только из личных интересов, но и целесообразными для истории науки в целом. Такая деятельность не противоречила его пребыванию в учреждении и с точки зрения возможности получить представление не только о структуре этого хранилища, но и открывало возможности обратиться к другим источникам данной категории: РГИА, Исторический архив Санкт-Петербурга, Рукописный отдел РНБ, РГА ВМФ, Пушкинский Дом, РГАЛИ и многим другим.

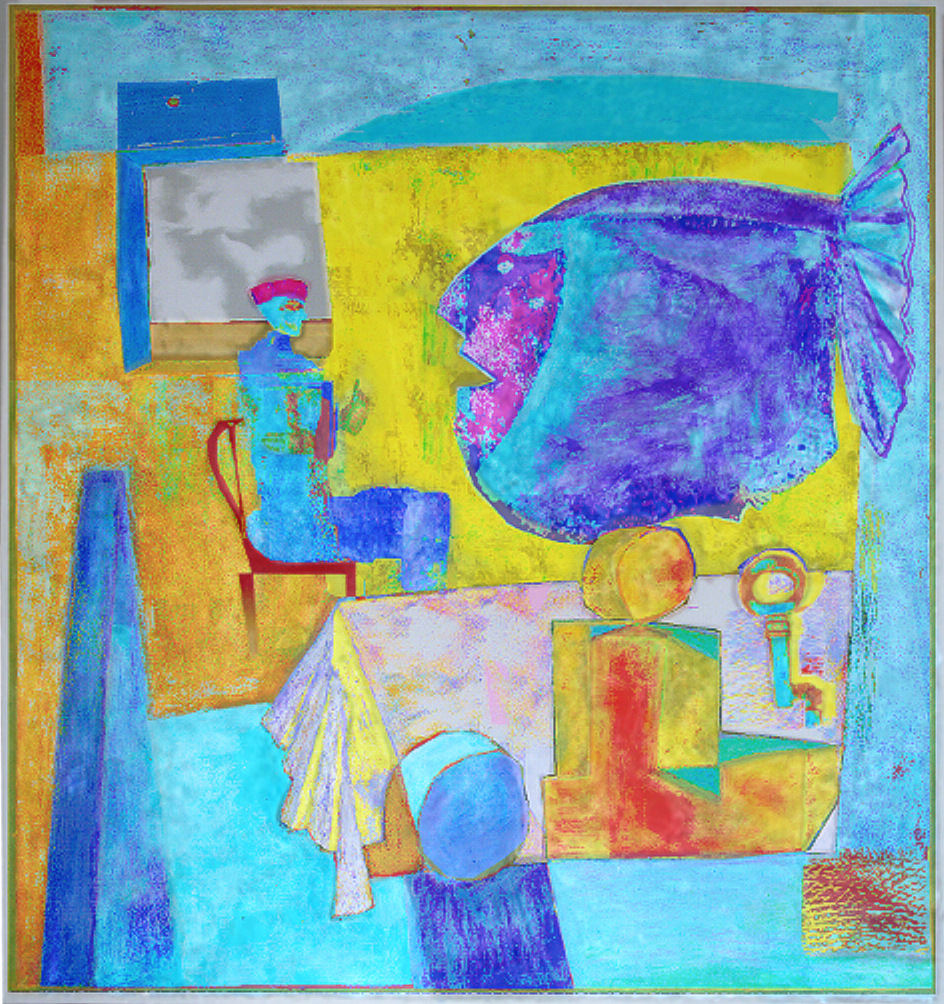
Аспект I (vangogbonarija). 920 X 860 мм. См. техника. 1972—2002

## Выставки и собрания
- 1986 (январь) Ленинград, Дом Природы — Городская выставка «Край, в котором мы живём». (под эгидой ЛМДСТ, на базе которого тогда существовал Ленинградский рок-клуб) — Экспонировалось 48 графических работ в разных техниках (рисунки тушь-перо, гравюры, монотипии, пастели, см. техника).
  - 1986 (осень) Персональная выставка во Дворе культуры «Нива» — Шушары : 60 графических работ (см. выше).

Международные
- International Independante Exhibition of Prints in Kanagava Prefectural Gallery / Japan : 15th’1989, 16th’1990, 17th’1992, 18th’1995, 19’1997 (в дальнейшем Префектурой Канагавы в этом формате больше не проводились). — 5 экспозиций — каждый год по 1 работе (каталог).
  - 1st International Miniprint Exhibition in Napa . Juniper Gallery[36], CA / USA — November 17, 1991 through January 15, 1992 — 1 работа (каталог).
    - 2nd Annual International Miniprint Exhibition, Napa Art Center. Napa, CA / USA — October 16. thru December 20, 1992 — 1 работа (каталог в виде газеты с информацией о мероприятиях и перечнем участников).
      - Mosera Internacional de minigrabado . International miniatureprint exhibit . MIG-98 — Terrassa, Barcelona/ESPANYA — Sala Muncunill del 19 de juny al 12 de juliol (19.VI.—12.VII 1998) — Правление по культуре городского совета Террассы. в сотрудничестве с Муниципальной школой прикладного искусства и т. д. — по 3 оттиска : 1 — в собственность организаторов (помимо взноса) и 2 — для обмена по жребию с другими участниками.
        - The Vivian and Gordon Gilky . Gilky Center for Graphic Art . at Portland Art Museum, Portland / OR / USA — VII, XIX 1999 — 16 гравюр[27].

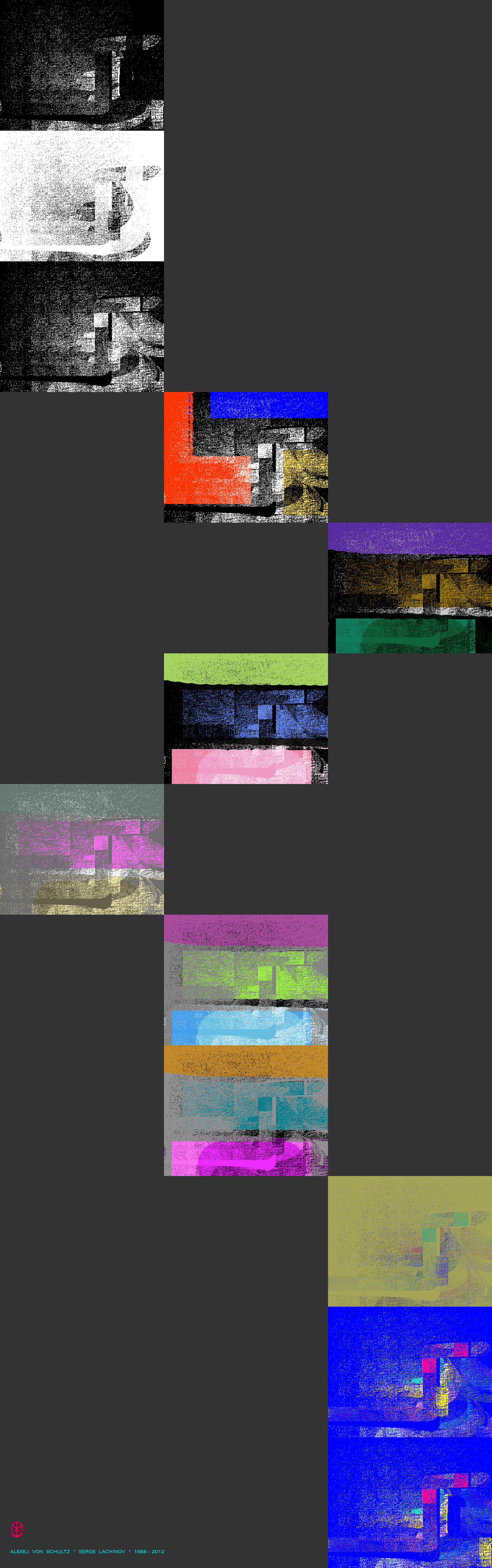
Serge. Время, Место и Цвет. Эскиз концепта. См. техника. 1988—2002

## Публикации

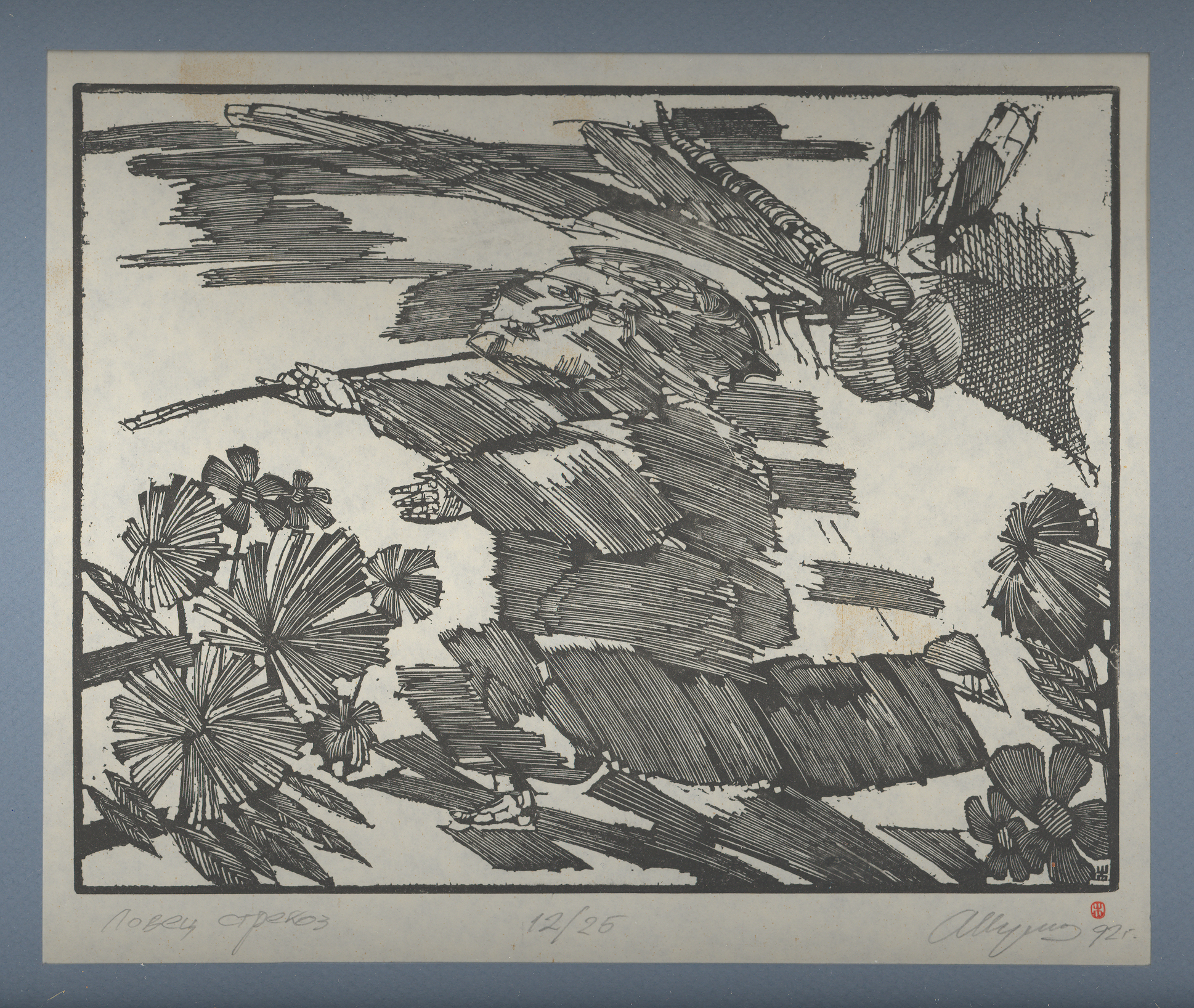
Охотник на стрекоз. Woogcut. 1992

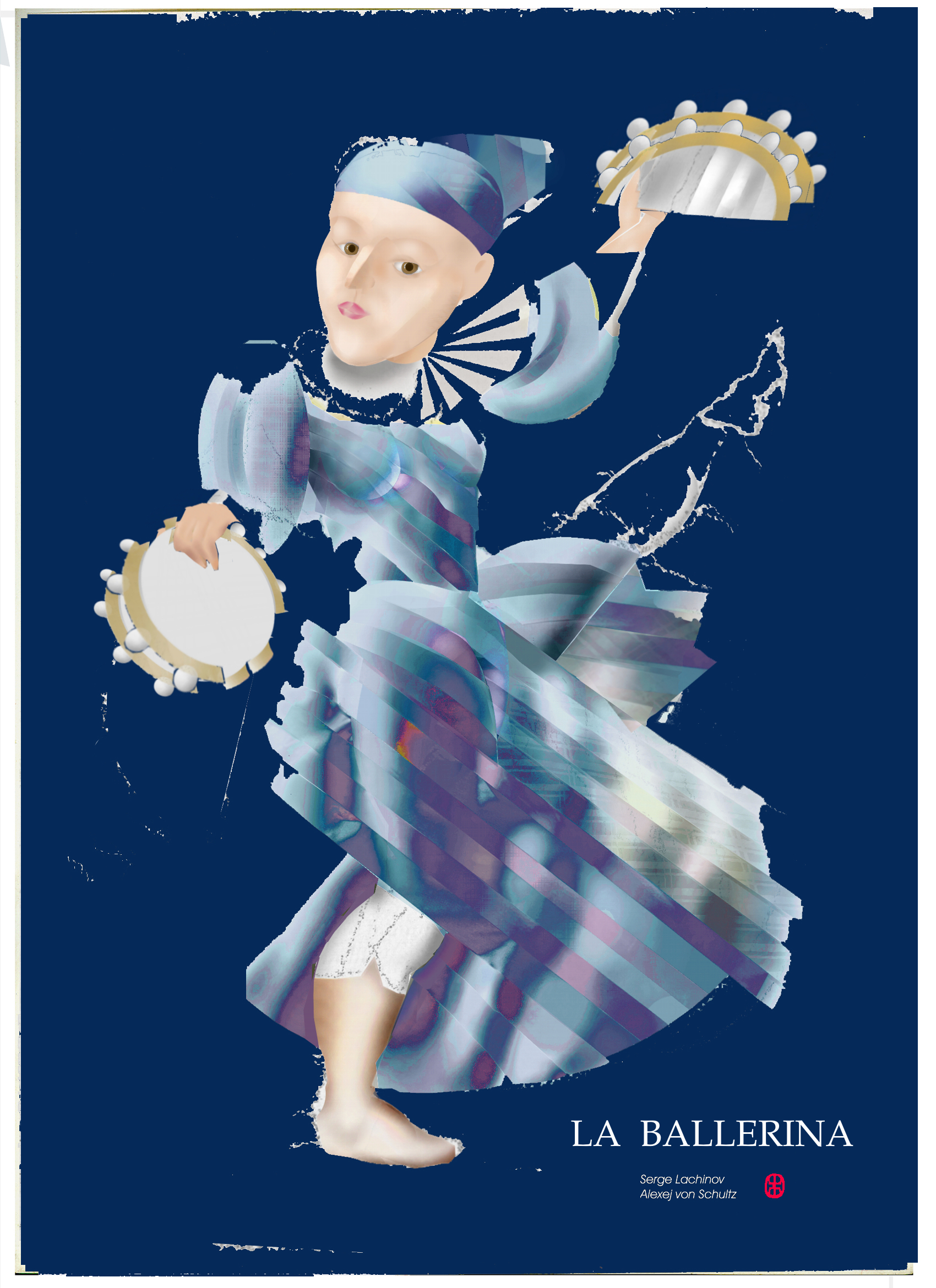
Кукла «Балерина» (commedia dell’arte). 2014

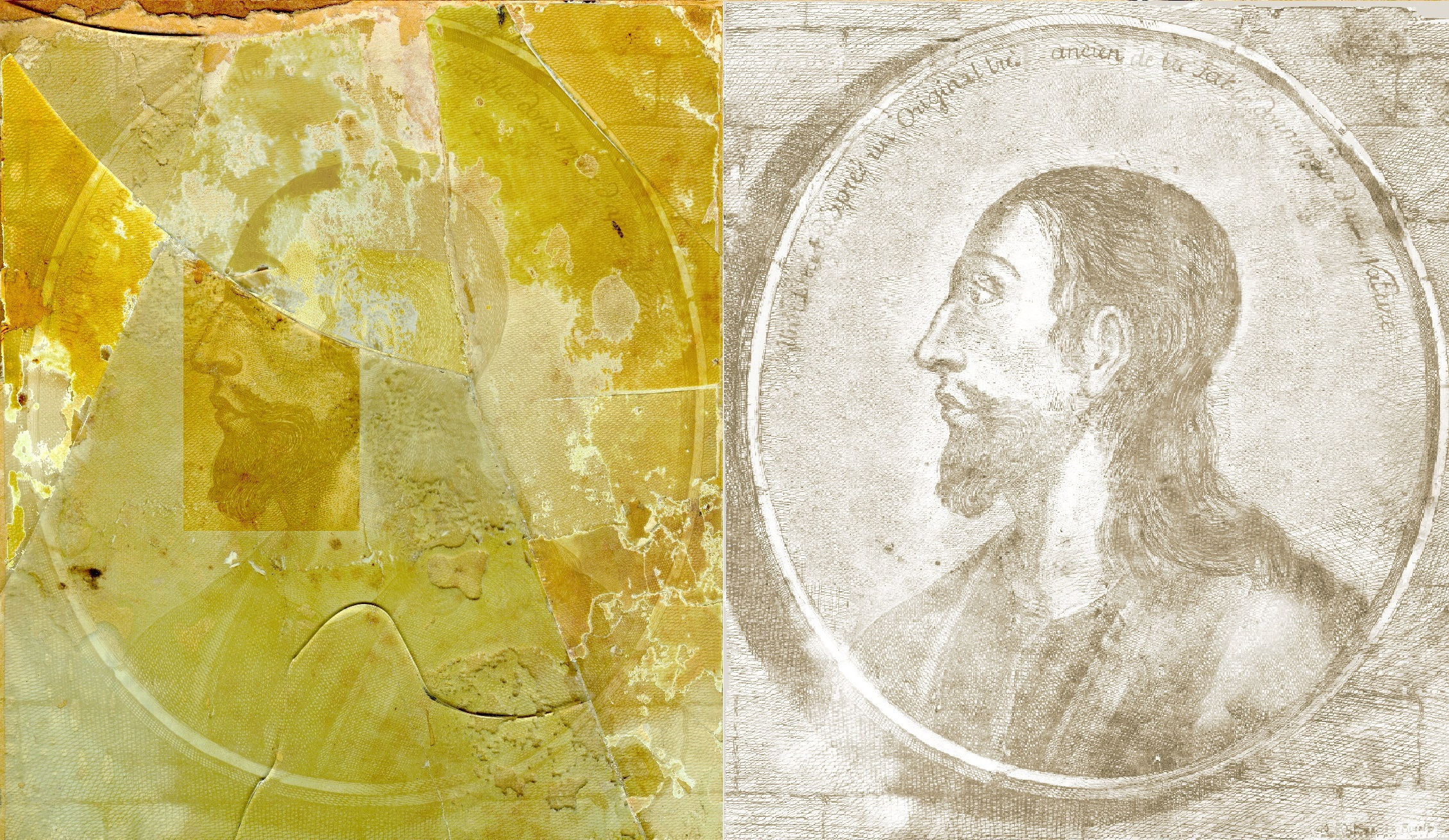
Воссоздание копии французской гравюры из кабинета Д. И. Менделеева

- Шульц А. М. О родстве Дашковых и Лачиновых (тез.) // Воронцовы — два века в истории России. К 250-летию Е. Р. Дашковой. Материалы международной конференции — 24-26 марта 1993 — СПб: Ротапринт РПМ Библиотеки РАН. 1993.— С.35-36
- Шульц, А. М. Л. А. Шульц[37]. 1897—1970. Сборник статей. Переводы Марины Замятиной-Шульц. Санкт-Петербург. 1993
- Шульц А. М. Системотехника в архивном деле // Сибирские архивы и историческая наука. Материалы научной конференции, посвящённой 50-летию Гос. архива Кемеровской обл. (1943—1993). — Кемерово. 1997. — С. 18-20
- Шульц А. М. История одного рода // Немцы в России: Люди и судьбы. Сборник научных статей. — СПб: Дмитрий Буланин. — 1998. — С. 270—285
- Шульц А. М. Лачиновы и Менделеев. // Менделеевский сборник. — СПб: СПбГУ. 1999. — С. 139—154 ISBN 5-288-01746-8
- Шульц А. М. «Бог изображает души фигурами белых птиц …» // Час пик № 32(77) 12.08.1991 — С. 10
- Шульц А. М. Впервые на японском. // Невский наблюдатель № 1(6) / 2001 СПб: Лаборатория оперативной печати факультета журналистики СПбГУ — С.136, 137
- Шульц А. М. и Замятина-Шульц М. А. К портрету Евреинова // Петербургский Free Тайм. Культурное обозрение «Время СПб» № 2(45) март 2002 — С.12[27]
- Шульц, А. М. Менделеевские чтения. Краткие творческие биографии учёных (1941—2003). — СПб: СПбГУ. 2003

К таковым можно отнести и все работы, выполненные А. М. Шульцем в Музее-архиве Д. И. Менделеева, поскольку все без исключения новые экспонаты в обязательном порядке утверждались Горлитом.

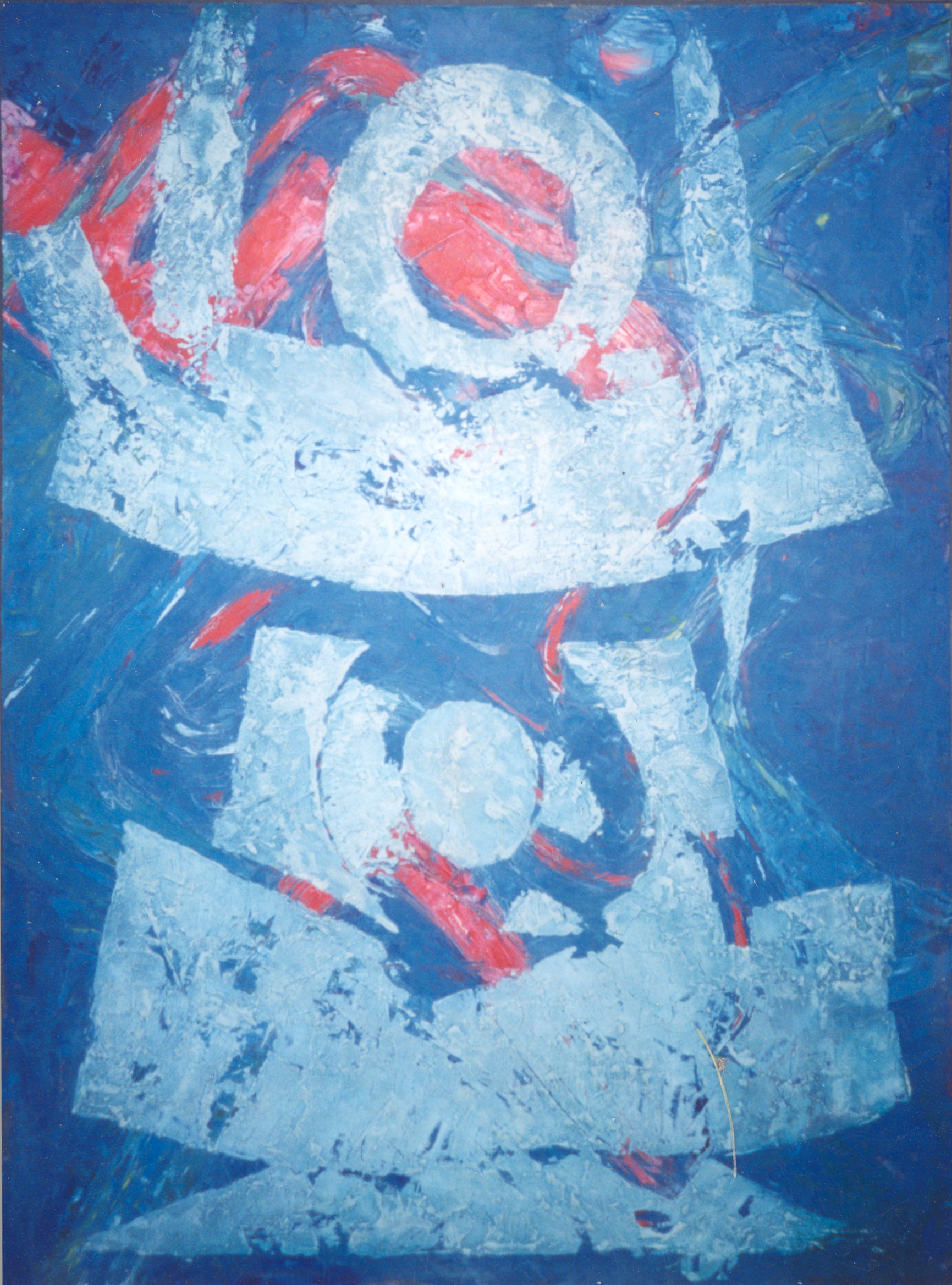
А. Шульц. Rintra II. 1985—1995. 980 Х 725 мм. Oil

1. Схема-панно «Д. И. Менделеев в Санкт-Петербурге» (1800 Х 1900 мм)
2. Схема-панно «Поездки и путешествия Д. И. Менделеева» (1800 Х 1200 мм)
3. Панно-триптих «Менделеевские чтения» (2500 Х 1700 мм)
Для системы сменных фондов музея-архива
4. «Логико-тематическая схема творчества Д. И. Менделеева» (800 Х 600 мм)
5. «Редкоземельные элементы» (3 объекта) (60 Х 60 мм)
6. Объект «Изоморфизм» (кристаллография) (60 Х 60 мм)
7. Панно (dessus de porte) «Три службы Родине» (2000 Х 1200 мм)
8. Схема панно «Освоение Крайнего Севера»(1000 Х 800 мм)
Витринные микро-выставки по темам
10. «Тобольск — родина Д. И. Менделеева»
11. «Нахождение центра России»
12. «К юбилею открытия галлия» (П. Э. Лекок де Буабодран)
Стендовые выставки
13. «К столетию А. А. Блока»
14. «Семья и родственники Д. А. Менделеева»
Для полиграфического исполнения
15. Два эскиза обложки путеводителя.
16. Несколько вариантов билетов музея.
17. Графика для юбилейного издания «Летопись жизни и деятельности Д. И. Менделеева»
Для кабинета Д. И. Менделеева:
18.—19. «Воссоздание копии гравюры неизвестного французского автора XVII—XVIII вв.» (а. 1976 — перовая графика, б. 1990 — с применением диджитальной графики).

## Участие в научных мероприятиях
- Конференция «К 150-летию Д. А. Лачинова» — СПб, 22 мая 1992 — Менделеевский научный центр — А. М. Шульц. Доклад «Жизнь и научное наследие Д. А. Лачинова».
- Международная конференция «Воронцовы — два века в истории России. К 250-летию Е. Р. Дашковой» — СПб, 24-26 марта 1993 — Библиотека РАН А. М. Шульц. Реферативное сообщение «О родстве Дашковых и Лачиновых».
- V Международный семинар «Немцы в России: Люди и судьбы» — СПб, 7 апреля 1994 — Библиотека РАН — А. М. Шульц (Музей-архив Д. И. Менделеева). «История одного рода».
- VI Международный семинар «Немцы в России: Русско-немецкие научные и культурные связи» — СПб, 10-13 апреля 1995 — Библиотека РАН — 12.IV, утро — Проблемы культурного взаимодействия XIX—XX вв. — А. М. Шульц (Музей-архив Д. И. Менделеева). Атласы А. Л. Майера о предположительных застройках Петербурга в первой половине XIX в.[42]